# Parochodaeus phoxus
Parochodaeus phoxus – gatunek chrząszcza z rodziny wygonakowatych i podrodziny Ochodaeinae.
Gatunek ten opisali w 2012 roku M.J. Paulsen i Federico Ocampo na podstawie 9 okazów. Jako miejsce typowe wskazano Santa Vera Cruz. Epitet gatunkowy phoxus stanowi latynizację greckiego phoxos („spiczasty”) i nawiązuje do kształtu rogu.
Chrząszcz o ciele długości od 6,4 do 8 mm i szerokości od 3,5 do 4,1 mm. Powierzchnię jego głowy pokrywają małe punkty, guzki, a ponadto na czole występuje spiczasty róg. Nadustek jest prawie trapezowaty, o niepogrubionej przedniej krawędzi. Długość nadustka wynosi ćwierć jego szerokości u samca i ⅓ u samicy. Narządy gębowe cechuje szeroko wykrojona warga górna i rozwartokątne w nasadowych ⅓ żuwaczki. Na płaskiej bródce brak jest bruzdy środkowej. Powierzchnia silnie wypukłego przedplecza jest gęsto pokryta oszczecionymi guzkami, a między guzkami delikatnie punktowana. Pokrywy mają guzki na międzyrzędach wyposażone w przeciętnie długie, sterczące szczecinki. Przednia para odnóży ma golenie zaopatrzone w słabo zakrzywioną ostrogę wierzchołkową oraz pozbawione zęba wewnętrznego. Odnóże tylnej pary ma prostej budowy krętarz, bezzębną i prostą tylną krawędź uda, prostą i w około ⅓ tak szeroką jak długą goleń oraz niepowiększony silnie pierwszy człon stopy. Odwłok zaopatrzony jest w wyrostek strydulacyjny.
Owad neotropikalny, endemiczny dla Argentyny, znany z prowincji Catamarca, La Rioja i Tucumán.